# Булвер-Литтон, Эдуард
Эдуа́рд Джордж Эрл Литтон Бу́лвер-Ли́ттон, 1-й барон Литтон (англ. Edward George Earle Lytton Bulwer-Lytton, 1st Baron Lytton), также Эдвард Бульвер-Литтон (25 мая 1803 — 18 января 1873) — английский писатель-романист и политический деятель.

## Биография
Родился 25 мая 1803 года на улице Бейкер-стрит в Лондоне. Был младшим сыном генерала Вильяма Эрла Литтона. Семейство Литтонов было из Норфолка. Сама фамилия «Бульвер» (ранние формы — Больвер и Больверк) имеет скандинавское происхождение. Фамилия эта была известна в Англии ещё до нормандского завоевания: об этом говорит топоним Бульверхит; предположительно, что здесь высаживался предводитель данов Бульвер. Родословная писателя также брала начало в период вторжения норманнов, когда поместье в Норфолке было дано Айером де Валенсом Турольду Бульверу за то, что последний проявил доблесть, сражаясь при Гастингсе. Дед Бульвера женился на наследнице графов Хейден-холла, который стал основной резиденцией семьи. Отец писателя женился в 1798 году на Элизабет Литтон, которая была наследницей Робизонов и Литтонов. В их браке родилось трое сыновей. Первый, старший Вильям, унаследовал земли отца в Норфолке; Генри, который отличился на дипломатической службе, получил титул лорда Даллинга.
Его фамилия при рождении была просто Булвер, а Эрл и Литтон — это средние имена. В 1844 году получил титул барона Литтона, и с тех пор его фамилия официально стала Булвер-Литтон. Сын генерала Вильяма Булвера, получил под руководством своей матери, урождённой Литтон, тщательное домашнее образование.
Поступив в Кембриджский университет, впервые обратил на себя внимание поэмой «Sculpture», за которую был удостоен премии. В 1831 году был избран в члены нижней палаты и примкнул к партии вигов; хотя в парламенте особенно выдающейся роли не играл, но был некоторое время горячим приверженцем идей этой партии и проводил их в своих произведениях. Впоследствии в его воззрениях произошёл переворот, и в 1852—1859 годах он находился в рядах тори; в 1858—1859 годах даже занимал пост статс-секретаря колоний в консервативном министерстве. В 1866 году Булвер-Литтон, пожалованный титулом барона Литтона, вступил в верхнюю палату. Булвер-Литтон не был счастлив в семейной жизни: он должен был развестись со своей женой Розиной, также писательницей, которая впоследствии выставила его в очень мрачных красках в скандальном романе «Cleveby», наделавшем в своё время много шума.[уточнить]
Более всего известен романом «Пелэм, или Приключения джентльмена» (1828), который пользовался успехом в Европе. А. С. Пушкин под впечатлением от него собирался писать роман «Русский Пелам»; от этого замысла сохранилось несколько развёрнутых планов.
Под впечатлением полотна Карла Брюллова «Последний день Помпеи» (1833) написал роман «Последние дни Помпеи» (1834).
Булвер-Литтон был членом общества английских розенкрейцеров, интересовался оккультизмом, и многие его произведения («Занони» и другие в жанре ужасов) следует читать именно в таком контексте.
В его позднем романе «Грядущая раса» (1871), одном из первых произведений научной фантастики, рассказывается о сверхцивилизации, живущей под поверхностью Земли. Тут впервые появляется придуманное автором понятие «Вриль» для обозначения магической энергии; тот, кто овладевает ей — становится хозяином своей судьбы и всего мира.
Фраза «Стояла тёмная ненастная ночь» (англ. It was a dark and stormy night), начинающая роман «Пол Клиффорд», служит названием конкурса на самое худшее начало художественного произведения, проводимого факультетом английского языка Университета штата в Сан-Хосе. Призовой фонд — 250 долларов США, основной критерий — «словесная избыточность, напыщенность, замысловатость, словоблудие и клинический бред».
Его брат Генри и сын Роберт, помимо карьеры на дипломатическом поприще, сделали себе имена и в литературе.

## Сочинения: проза и драматургия
- «Фолкленд» (англ. Falkland; 1827).
- «Пелэм, или Приключения джентльмена» (англ. Pelham; 1828).
- «Деверо» (англ. Devereux; 1829) .
- «Пол Клиффорд» (англ. Paul Clifford; 1830).
- «Юджин Эрам» (англ. Eugene Aram; 1832).
- «Годольфин» (англ. Godolphin; 1833).
- «Асмодей на свободе» (англ. Asmodeus at Large; 1833).
- «Последние дни Помпеи» (англ. The Last Days of Pompeii; 1834).
- «Пилигримы Рейна» (англ. The Pilgrims of the Rhine; 1834).
- «Риенци, последний из римских трибунов» (англ. Rienzi, the last of the Roman tribunes; 1835), на либретто по этому роману Вагнер, Рихард, написал оперу.
- «Студент» (англ. The Student; 1835).
- «Эрнест Мальтраверс, или Элевсиния» (англ. Ernest Maltravers, or The Eleusinia; 1837).
- «Алиса, или Тайны» (англ. Alice, or The Mysteries; 1838), продолжение Эрнеста Мальтраверса
- «Кальдерон, придворный» (англ. Calderon, the Courtier; 1838).
- «Лейла» или «Осада Гранады» (англ. Leila or, The Siege of Granada; 1838).
- «Зиччи: сказка» (англ. Zicci: a Tale; 1838).
- «Ночь и утро» (англ. Night and Morning; 1841).
- «Занони» («Призрак») (англ. Zanoni; 1842).
- «Последний из баронов» (англ. The Last of the Barons; 1843).
- «Лукреция, или Дети Ночи» (англ. Lucretia, or The Children of Night; 1846).
- «Гарольд, последний из саксов» (англ. Harold, the Last of the Saxons; 1848).
- «Кэкстоны: Семейная картина» ((англ. The Caxtons: A Family Picture; 1849).
- «Мой роман, или Разнообразие английской жизни» (англ. My Novel, or Varieties in English Life; 1851).
- «Населенный призраками и приведениями», или «Дом и мозг» (англ. The Haunted and the Haunters, or The House and the Brain; 1859).
- «Что он с этим сделает?» (англ. What Will He Do With It?; 1858).
- «Странная история» (англ. A Strange Story; 1861–1862).
- «Грядущая раса» (англ. The Coming Race; 1871)[8][9], переиздавалась под названием «Врил: Сила грядущей расы» (англ. Vril: The Power of the Coming Race).
- «Кенелм Чилингли, его приключения и взгляды на жизнь» (англ. Kenelm Chillingly; 1873).
- «Парижане» (англ. The Parisians; 1873).
- «Павсаний, спартанец» (англ. Pausanias, the Spartan; 1873), не закончен.

### Пьесы
- «Герцогиня де ла Вальер» (англ. The Duchess de la Vallière; 1837).
- «Леди из Лиона» (англ. The Lady of Lyons; 1838).
- «Ришельё» (англ. Richelieu ; 1839).
- «Деньги» (англ. Money; 1840).
- «Уолпол, или Каждый человек имеет свою цену» (англ. Walpole, or Every Man Has His Price).
- «Дарнли» (англ. Darnley), не закончен.

## Переводы на русский язык
- «Страсть на двух различных ступенях общества» (Перевод с английского Е. Ф. Корша повести «Asmadeus at large» (1833) в журнале «Библиотека для Чтения», 1834, Том 2.)
- «Рейнские пилигримы» (Москва, 1835)
  - Часть первая
  - Часть вторая
  - Часть третья
  - Часть четвертая
- «Лейла, или осада Гренады» (Москва, 1842)
- «Гарольд, последний саксонский король в Англии» (СПб., 1848)
- «Эрнест Мальтраверс» (СПб., 1850)
- «Какстоны» (семейная картина, 2 т., Москва, 1851)
- «Мой роман, или разнообразие английской жизни» (СПб., 1853)
  - Часть первая
  - Часть вторая
  - Часть третья
  - Часть четвертая
  - Часть пятая
  - Часть шестая
  - Часть седьмая
  - Часть восьмая
  - Часть девятая
- «Пельгам, или приключения джентльмена» (СПб., 1859, приложение к журналу "Библиотека для чтения" № 4 за 1859 г.)
- «Евгений Арам» (СПб., 1860)
- «Странная история» (СПб., 1865)
- «Что он с этим сделает» (СПб.,. 1870)
- «Павзаний, спартанец» (Москва, 1871)
- «Свобода без закона, или последний римский трибун» (Моск., 1871)
- «Будущая порода людей» (СПб., 1873)
- «Кенельм Чилингли, его приключения и мнения» (СПб., 1873 и Москва, 1874)
- «Парижане» (Москва, 1875)
- «Кола ди-Риензи, последний римский трибун» (СПб., 1875)
- «Герцогиня ла Вальер» (драма в 5 д., пер. А. Кейзера, Моск., 1874)
- «Король англосаксов» (Москва, 1878)
- «Последний барон» (СПб., 1879)
- «Призрак» (СПб, 1880)
- «Король Артур» (в переделке для детей с карт., Москва, 1882)
- «Завоевание Англии норманнами» (Москва, 1883)
- «Последние дни Помпеи» (СПб., 1886)
- «Грядущая раса» (перев. А. Каменского, СПб., 1891)
- «Странная история» (перев. Ю. Горшковой, Самара, 2012)

## Сочинения
- Булвер-Литтон Э. Пелэм, или Приключения джентльмена. М., 1958
- Булвер-Литтон Э. Пьесы. М., 1960
- Булвер-Литтон Э. Кенелм Чиллингли, его приключения и взгляды на жизнь. М., 1985
- Булвер-Литтон Э. Последние дни Помпеи; Пелэм. М., 1988
- Булвер-Литтон Э. Призрак. М., 1994